# San Andrés de Machaca
San Andrés de Machaca es un población y municipio de Bolivia, ubicado en la provincia de Ingavi del departamento de La Paz. El municipio tiene una superficie de 1.575,91 km² y cuenta con una población de 6.145 habitantes (según el Censo INE 2012). Tiene una temperatura media anual de 8 °C y la localidad se encuentra a 116 km al oeste de la ciudad de La Paz, sede de gobierno del país.
Fue creado como municipio mediante Ley 2350 del 7 de mayo de 2002 durante el gobierno de Jorge Quiroga, desprendiéndose del municipio de Viacha.

## Geografía
El municipio está formado fisiográficamente por un conjunto de montañas y colinas, por lo cual su altura varía desde los 3.810 m s. n. m. por el área del lago Titicaca hasta 4.381 m s. n. m. en el Cerro Pacocahua. La mayor parte de su territorio está conformado por la planicie del Altiplano boliviano.
Limita al norte con el municipio de Guaqui, al noroeste y oeste con la República del Perú, al sur con las provincias de General José Manuel Pando y Pacajes, y al este con el municipio de Jesús de Machaca.

## Demografía
De acuerdo con el censo boliviano de 2024, la población del municipio de San Andrés de Machaca es de 7 832 habitantes.
La población del municipio aumentó en aproximadamente un tercio entre 1992 y 2024:
| Año  | Habitantes (municipio) | Fuente |
| ---- | ---------------------- | ------ |
| 1992 | 5833                   | Censo  |
| 2001 | 6299                   | Censo  |
| 2012 | 6145                   | Censo  |
| 2024 | 7832                   | Censo  |

## Transporte
San Andrés de Machaca se ubica a 136 kilómetros por carretera al suroeste de la sede de gobierno de Bolivia, La Paz.
Desde La Paz, la carretera nacional pavimentada Ruta 2 conduce al oeste hasta El Alto, desde allí la Ruta 19 continúa otros 23 km al suroeste hasta Viacha. Aquí la Ruta 43 sin pavimentar se desvía en dirección suroeste y luego de 89 km llega a San Andrés de Machaca vía Nazacara de Pacajes. El camino luego continúa vía Santiago de Machaca hasta Hito IV en la frontera con Perú.